# 韋爾比夫西克
48°7′57″N 35°44′56″E / 48.13250°N 35.74889°E

韋爾比夫西克（烏克蘭語：Вербівське），是烏克蘭的村落，位於該國中部第聶伯羅彼得羅夫斯克州，由瓦西利基夫卡區負責管轄，距離魯巴尼夫西克2公里，2001年人口704。